# Alejandro Cantero
Alejandro Cantero, né le 8 juin 2000 à Madrid en Espagne, est un footballeur espagnol qui évolue au poste d'ailier gauche au CD Tenerife.

## Biographie

### En club
Né à Madrid en Espagne, Alejandro Cantero est notamment formé par le Real Madrid CF, avant de rejoindre le Levante UD en 2016. C'est avec ce club qu'il signe son premier contrat professionnel en 2019 alors qu'il était courtisé par d'autres équipes et que son contrat s'achevait en juin 2019.
Cantero joue son premier match en professionnel lors d'une rencontre de Liga face au Celta de Vigo, le 30 avril 2021. Il est titularisé ce jour-là, et son équipe s'incline par deux buts à zéro. Lors de l'été 2021, il est promu en équipe première.
Cantero inscrit son premier but pour Levante le 27 août 2022, lors d'une rencontre de championnat face au CD Tenerife. Titulaire, il ouvre le score et participe à la victoire des siens (2-0 score final). Le 1er septembre 2022, Cantero prolonge son contrat avec Levante de deux saisons, étant désormais lié au club jusqu'en juin 2025.
Le 21 juillet 2024, Alejandro Cantero rejoint le CD Tenerife pour un contrat de deux ans, soit jusqu'en juin 2026.

### En sélection
Alejandro Cantero représente l'équipe d'Espagne des moins de 19 ans à deux reprises en 2019. Lors de son premier match, le 12 février, il marque un but face à l'Azerbaïdjan (victoire 2-0 des Espagnols) et il est titularisé deux jours plus tard contre l'Écosse (1-1).